# An Sang-mi
Dans ce nom coréen, le nom de famille, An, précède le nom personnel.
An Sang-mi, née le 12 novembre 1979, est une patineuse de vitesse sur piste courte sud-coréenne.
Elle a remporté le titre olympique dans l'épreuve du relais aux Jeux olympiques d'hiver de 1998. Elle aussi quatre fois championne du monde.

## Palmarès

### Jeux olympiques
- Championne olympique en relais sur 3 000 m aux Jeux olympiques d'hiver de 1998 à Nagano ( Japon)

### Championnats du monde
- Vice-championne du monde par équipe lors des championnats du monde de 1993 à Budapest ( Hongrie)
- Championne du monde par équipe lors des championnats du monde de 1995 à Zoetermeer ( Pays-Bas)
- Championne du monde par équipe lors des championnats du monde de 1996 à Lake Placid ( États-Unis)
- Championne du monde par équipe lors des championnats du monde de 1997 à Séoul ( Corée du Sud)
- Vice-championne du monde du relais 3000m lors des championnats du monde de 1997 à Nagano ( Japon)
- Vice-championne du monde du relais 3000m lors des championnats du monde de 1998 à Vienne ( Autriche)
- Vice-championne du monde par équipe lors des championnats du monde de 1998 à Bormio ( Italie)
- Médaillée de bronze mondial par équipe lors des championnats du monde de 1999 à Saint-Louis ( États-Unis)
- Vice-championne du monde du relais 3000m lors des championnats du monde de 2000 à Sheffield ( Angleterre)
- Championne du monde du 3000m lors des championnats du monde de 2000 à Sheffield ( Angleterre)
- Vice-championne du monde au classement général lors des championnats du monde de 2000 à Sheffield ( Angleterre)
- Médaillée de bronze mondial sur 500m lors des championnats du monde de 2000 à Sheffield ( Angleterre)
- Vice-championne du monde par équipe lors des championnats du monde de 2000 à La Haye ( Pays-Bas)